# Château de Beauville
Le château de Beauville est un château fort, situé sur un promontoire rocailleux, défendant le village de Beauville (Lot-et-Garonne). 

## Histoire
Les fondations et les soubassements datent de la fin du XIIIe siècle. L'essentiel du bâtiment date d'une reconstruction du XVIe siècle. Le château avait plan en T mais une des ailes a été détruite. Une partie du château a conservé une couronnement de mâchicoulis. Certaines hautes fenêtres portent des doubles meneaux. On trouve à l'intérieur un grand escalier intéressant et les anciennes cuisines.
François de Beauville mène en 1574 la défense du château contre les protestants.
Le château a appartenu aux Talleyrand au XVIIe et XVIIIe siècles.
Il a servi de caserne de gendarmerie  de 1831 à 1976.
L'escalier et la cuisine ont été inscrits monument historique le 11 décembre 1925, puis c'est l'ensemble du logis, les anciennes courtines et le sol de la cour intérieure qui ont été inscrits le  10 février 2006.

## Architecture
Le château est constitué d'un logis de la fin du XVIe siècle qui présente une aile en retour dont les fondations et les soubassements datent de l'ancien château daté de la fin du XIIIe siècle. L’épaisseur des murs, la qualité des pierres, le raffinement de leur taille, démontrent l’utilisation d’ouvriers tailleurs de pierres et d’architectes géomètres particulièrement compétents.
La partie du bâtiment qui date du XVIe siècle est ornée de fenêtres à meneaux. L’architecture renaissance est aussi présente dans la porte d’entrée et les cheminées. Enfin, une aile du bâtiment a été reconstruite au XIXe siècle. 